# Knollenbladwesp
De knollenbladwesp (Athalia rosae) is een wesp uit de familie van de bladwespen.

## Algemeen
De knollenbladwesp is een opvallende bladwesp van nog geen centimeter die in Nederland algemeen voorkomt. Vaak tref je ze in tuinen en weilanden.

## Uiterlijk
De kop en ogen zijn geheel zwart. Het borststuk is oranje met twee zwarte ovalen aan de bovenkant. Het achterlijf is geheel oranje en de poten zijn oranje met zwarte stukjes aan de onderste (gelede) delen. De vleugels zijn doorzichtig en hebben een zwarte rand van de basis tot twee derde van de rand.

## Vliegtijd
De knollenbladwesp komt in Nederland voor van april tot oktober.